# Comune vecchio (Scandicci)
L'edificio del Comune vecchio è stato sede dal 1871 al 1975 del Comune di Casellina e Torri, divenuto dopo il 1929, Comune di Scandicci.

## Storia
L'edificio, collocato in terreni dati dalla famiglia di possidenti Poccianti per costruirvi la sede del Comune, fu ultimato nel 1870 si trova al centro di Piazza Matteotti. All'architetto comunale Francesco Martelli ( fl. Casellina e Torri, XIX secolo) si deve il progetto del palazzo neorinascimentale, mentre i lavori li diresse Matteo Cocchini di Signa. I lavori costarono 40.000 lire dell'epoca.
Nel giugno del 1870 venne respinta una proposta di collocare sulla facciata "un orologio da torre".
Il cosiddetto "comune vecchio" era stato progettato come una Casa per la comunità: sede dell'amministrazione, in costante dialogo con la piazza e la sua funzione fieristica. Gli uffici comunali si trovavano al primo piano.

## Descrizione
Di sobria architettura tipicamente ottocentesca, mostra elementi classicheggianti nella forma delle finestre e nei piatti bugnati laterali. Caratteristico è il loggiato della facciata che presentava una apertura posteriore dando accesso a Piazza Piave. 
. La ristrutturazione avvenuta nel 2013 ha chiuso il passaggio verso Piazza Piave, collocandovi un ascensore ed ha costruito una passerella al 1º piano tra i due lati dell'edificio.

## Utilizzo
L'edificio fu destinato inizialmente a sede della comunità di Casellina e Torri, divenuta poi Comune di Scandicci; tale destinazione è rimasta sino alla costruzione del nuovo comune nel 1975. L'edificio era caratterizzato da un ampio loggiato riservato alle contrattazioni durante le annuali fiere del bestiame; al piano terreno le due ali ospitavano le scuole elementari (femminili su lato destro della facciata, maschili su quello sinistro), al mezzanino v'erano gli alloggi degli insegnanti e infine al primo piano trovavano posto gli uffici comunali veri e propri. 
Dal 1962 ha ospitato anche la Biblioteca comunale e l'Archivio storico. Successivamente al trasferimento nel 2009 della Biblioteca nella nuova sede in Via Roma 38/A, l'edificio è stato ristrutturato ed ospita dal 2013 gli uffici comunali della Pubblica Istruzione, dei Servizi Educativi, dell'Agenzia Formativa (con n.5 aule attrezzate), del Cred (Centro Risorse Educative Didattiche) e di “Scandicci Cultura”, organismo strumentale del Comune per la gestione dei servizi e delle attività culturali. 
Al piano terra si trova l'URBAN CENTER, spazio di comunicazione sull'identità urbana e sulle trasformazioni urbanistiche nell'area metropolitana, gestito dall'INU (Istituto Nazionale di Urbanistica) e, per la parte riguardante la memoria storica del paesaggio e della comunità locale, da Scandicci Cultura.